# Jönköpings läroverk för gossar
Jönköpings läroverk för gossar, också benämnd Paul Carlssons skola och Pålle Carlssons skola var en förberedande skola för Högre allmänna läroverket i Jönköping.
Skolan började sin verksamhet 1879 under ledning av två lärare vid läroverket. Den övertogs 1891 av Paul Carlsson och drevs av honom med en kollega. Skolan fick också kommunalt bidrag.
Paul Carlssons skola låg mellan 1892 och en bit in på 1900-talet i den fastighet vid nuvarande Barnarpsgatan på Väster, som tidigare inrymt utvärdshuset Stora Limugnen, som staden inköpt 1890. 
Skolledningen övertogs 1921 av två andra läroverksadjunkter, men behöll benämningen Pålles skola. Från 1927 minskade det kommunala bidraget och elevantalet. Undervisningen bedrevs dock vidare, efter hand i mindre och mindre skala, fram till 1941, då dess roll att förbereda elever för Högre allmänna läroverket i Jönköping helt hade tagits över av den allmänna folkskolan.
Skolan var treårig och avslutades med ett prov för intagning i läroverket. 